# Aquarius Musikindo
Aquarius Musikindo – indonezyjskie przedsiębiorstwo muzyczne z siedzibą w Dżakarcie.
Powstało w 1969 roku pod nazwą Aquarius Music, a w 1988 roku zostało przekształcone w Aquarius Musikindo. Wówczas stało się także oficjalnym licencjobiorcą WEA International, EMI, JVC i Pony Canyon.